# Atenció flotant
L'atenció flotant és una expressió creada per Sigmund Freud per designar la regla tècnica segons la qual l'analista ha d'escoltar el pacient sense privilegiar cap element del discurs d'aquest i deixant obrar la pròpia activitat inconscient. Freud plantejà aquesta tècnica en Consells al metge sobre el tractament psicoanalític el 1912: «No hem de donar una importància particular a res del que sentim i convé que li prestem a tot la mateixa atenció flotant». L'atenció flotant suposa, per part de l'analista, la supressió momentània dels seus prejudicis conscients i defenses inconscients.
D'acord amb la tècnica de l'atenció flotant, el psicoanalista no ha de privilegiar, en l'escolta, cap element del discurs de l'analitzat. L'atenció flotant és, en relació amb l'analista, el procés corresponent o contrapunt de l'associació lliure (per la manera no selectiva amb què l'analitzat comunica les seues ocurrències en l'anàlisi).
L'atenció flotant és un dels tres elements o preceptes que formen part de la disposició psíquica del psicoanalista (els altres dos en són la neutralitat i la regla d'abstinència). El conjunt d'aquests tres elements crea una atmosfera de comunicació "d'inconscient a inconscient" que fa possible l'associació lliure.
Segons Freud, per a l'analista «(la) tècnica és molt senzilla. Desautoritza qualsevol recurs auxiliar, fins tot prendre anotacions, segons després veurem, i consisteix a no voler fixar-se {merken} en res en particular i prestar a tot el que un escolta la mateixa atenció flotant».